# Giovinezza (film 1933)
Giovinezza (Reifende Jugend ) è un film del 1933 prodotto e diretto da Carl Froelich. La sceneggiatura si basa sul lavoro teatrale Reifeprüfung di Max Dreyer.

## Trama
Tre studentesse, pur volendo proseguire gli studi ed ottenere il diploma di scuola superiore, sono costrette a lasciare la loro piccola città per andare a studiare al ginnasio di Stralsund. La scuola, che si trova in un vecchio monastero cistercense, è diretta dal professor Brodersen, convinto assertore dell'idea che l'istruzione superiore vada riservata ai maschi. Ciò nonostante, è disposto a dare una possibilità alle tre ragazze che si integrano ben presto, trovando negli studenti maschi dei buoni compagni.

## Produzione
Il film - che fu prodotto da Carl Froelich per la sua compagnia, la berlinese Carl Froelich-Film GmbH - venne girato nel luglio 1933 in Pomerania, a Stralsund, sul Mar Baltico.

## Distribuzione
Il film - distribuito dall'Europa-Filmverleih AG - fu presentato in prima a Stralsund il 22 settembre 1933.